# Černětice
Černětice jsou malá vesnice, část města Volyně v okrese Strakonice v Jihočeském kraji. Nachází se asi tři kilometry jihovýchodně od Volyně. Prochází zde silnice II/144 (Volyně – Vlachovo Březí – Husinec) a také železniční trať 198 (Strakonice – Vimperk – Volary). Černětice jsou také název katastrálního území o rozloze 5,16 km².
Místní části Černětice a Račí leží jižně od vlastní Volyně a společně tvoří exklávu města, od něhož jsou odděleny obcí Nišovice.

## Historie
První písemná zmínka o vesnici pochází z roku 1544. Z Černětic pocházel děd třetího rakouského prezidenta Wilhelma Miklase.

## Obyvatelstvo
| Rok            | 1869 | 1880 | 1890 | 1900 | 1910 | 1921 | 1930 | 1950 | 1961 | 1970 | 1980 | 1991 | 2001 | 2011 | 2021 |
| -------------- | ---- | ---- | ---- | ---- | ---- | ---- | ---- | ---- | ---- | ---- | ---- | ---- | ---- | ---- | ---- |
| Počet obyvatel | 375  | 368  | 338  | 336  | 329  | 330  | 273  | 176  | 159  | 135  | 120  | 107  | 88   | 104  | 67   |
| Počet domů     | 48   | 49   | 49   | 49   | 49   | 48   | 46   | 45   | 42   | 38   | 34   | 47   | 50   | 50   | 48   |

## Obecní správa
Při sčítání lidu v letech 1850–1879 Černětice byly osadou obce Nišovice v okrese Strakonice. V letech 1880–1960 byly samostatnou obcí v okrese Strakonice. V letech 1961–1974 byly znovu částí obce Nišovice v okrese Strakonice. Od 1. dubna 1974 jsou částí města Volyně v okrese Strakonice. Poté se Nišovice opět osamostatnily, ale Černětice již zůstaly součástí Volyně.

## Pamětihodnosti
- Černětický zámek byl založen v barokním slohu na přelomu semnáctého a osmnáctého století, ale dochovaná podoba je ovlivněna klasicistní přestavbou na počátku devatenáctého století.[9][10]
- Kaplička sv. Vojtěcha, při cestě z Černětic do Volyně
- Usedlost čp. 4
- Usedlost čp. 24
- Mohylové pohřebiště, v lese Bukovec

## Osobnosti
- Josef Hrubý, spisovatel, básník, překladatel, výtvarník a knihovník

## Galerie

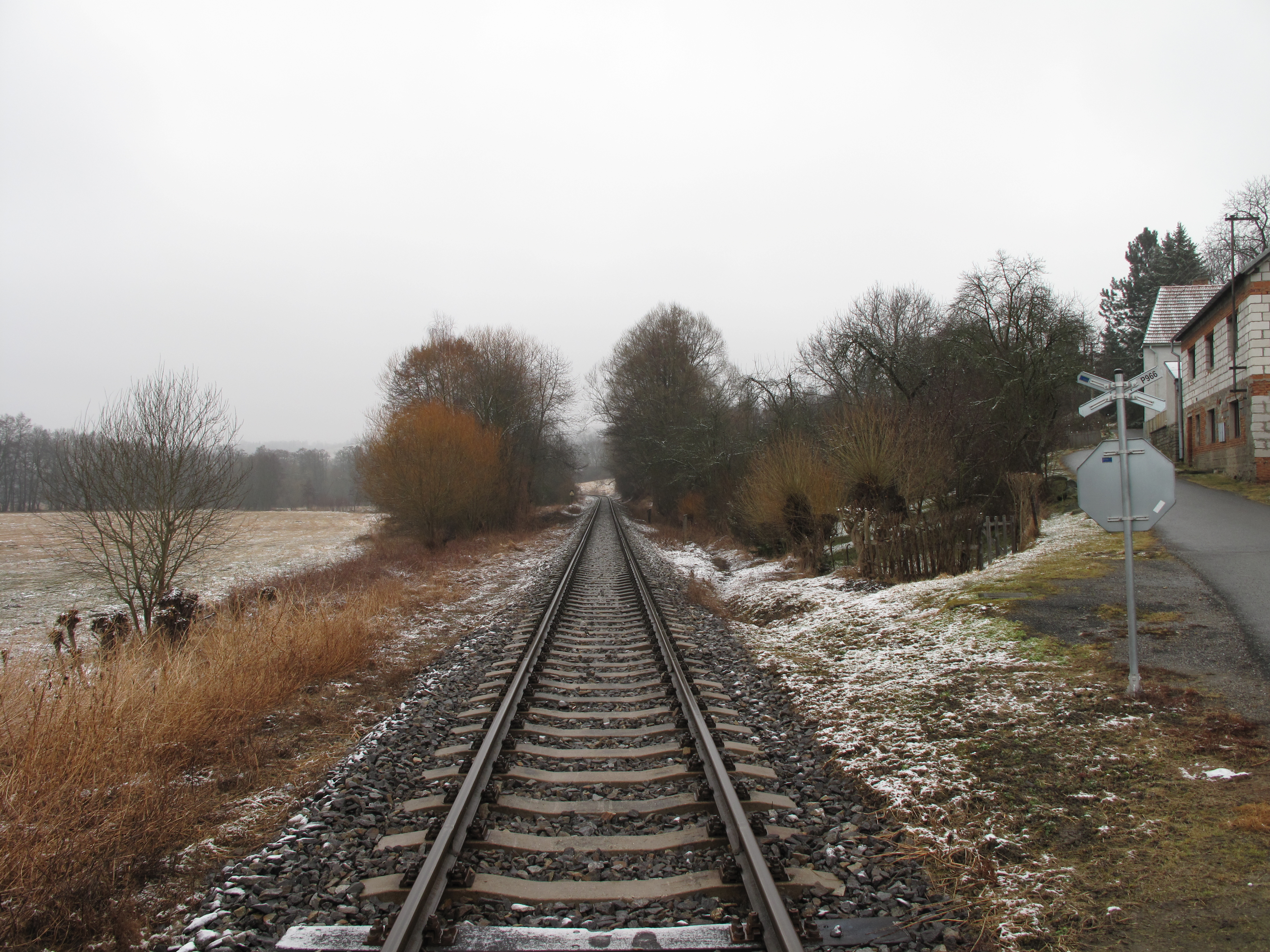
Železnice
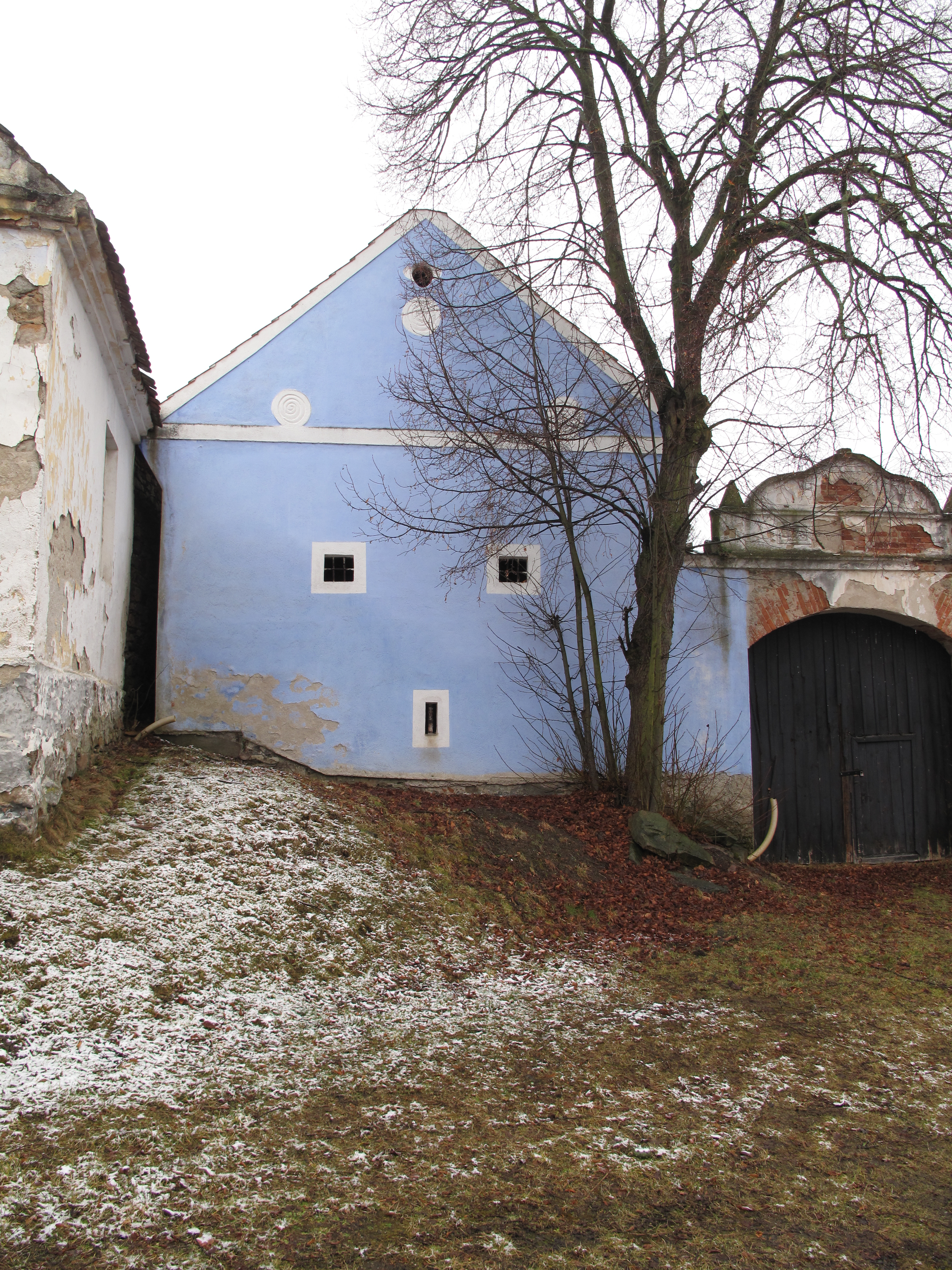
Stavení
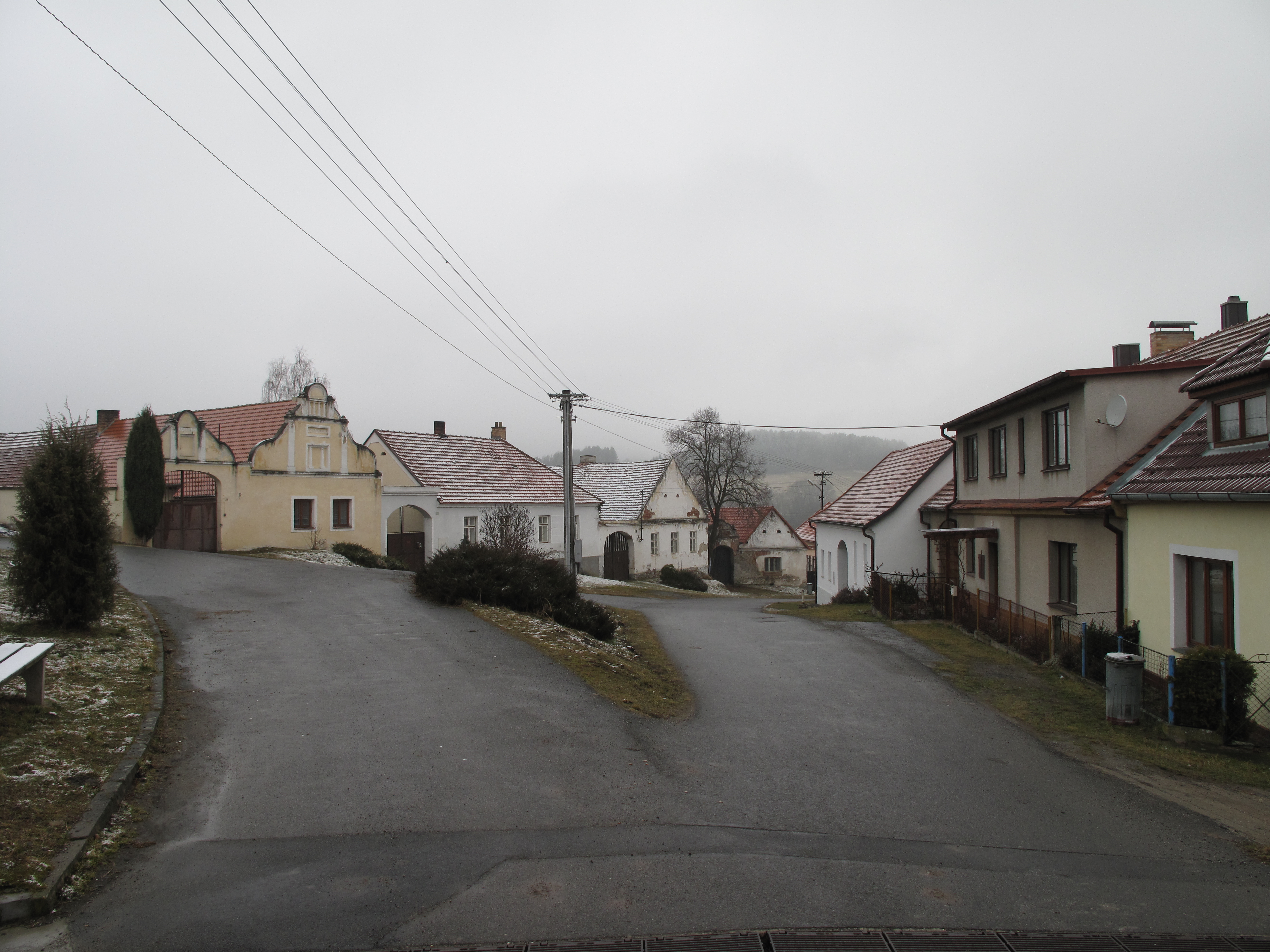
Náves
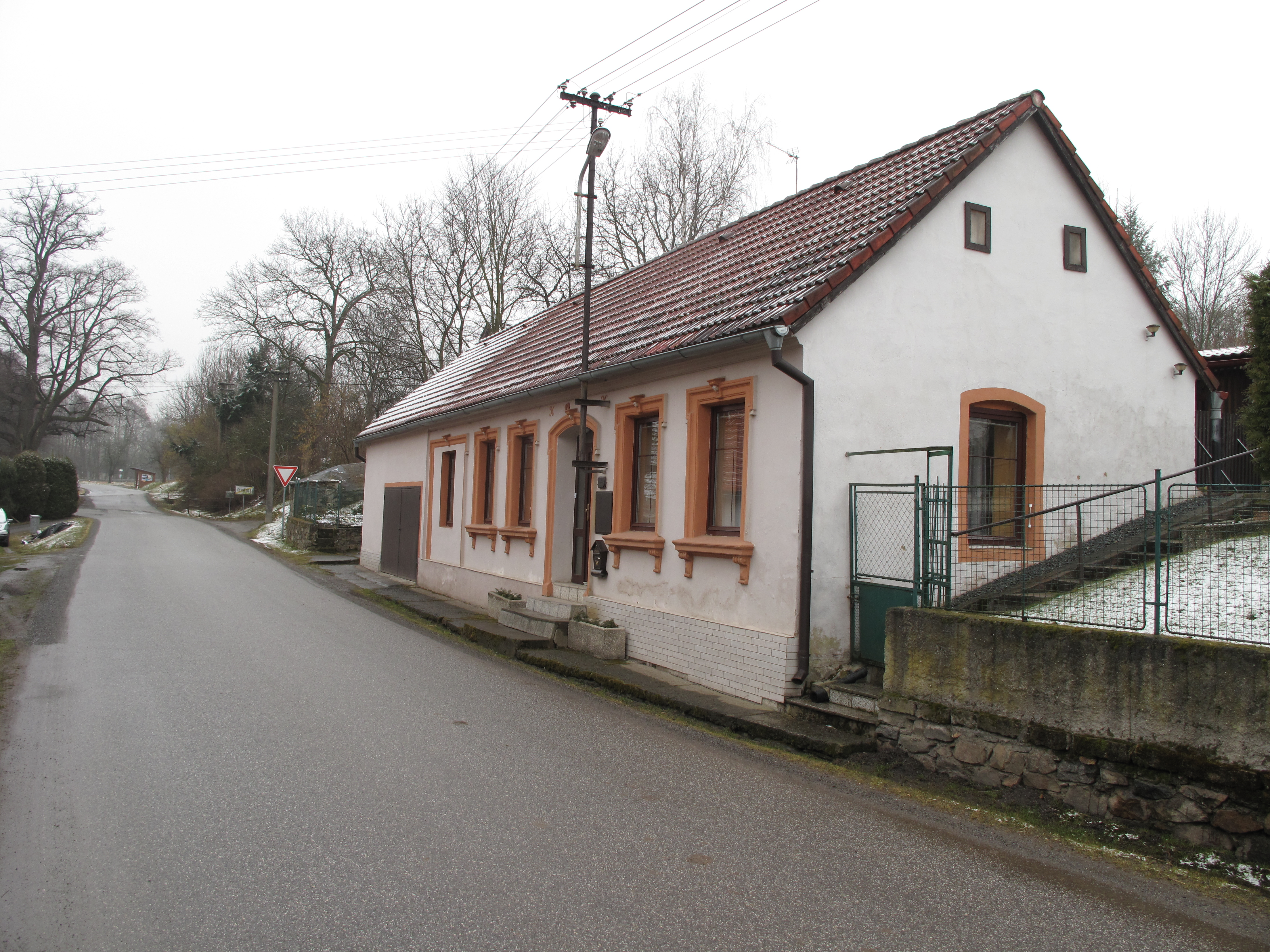
Stavení čp. 2
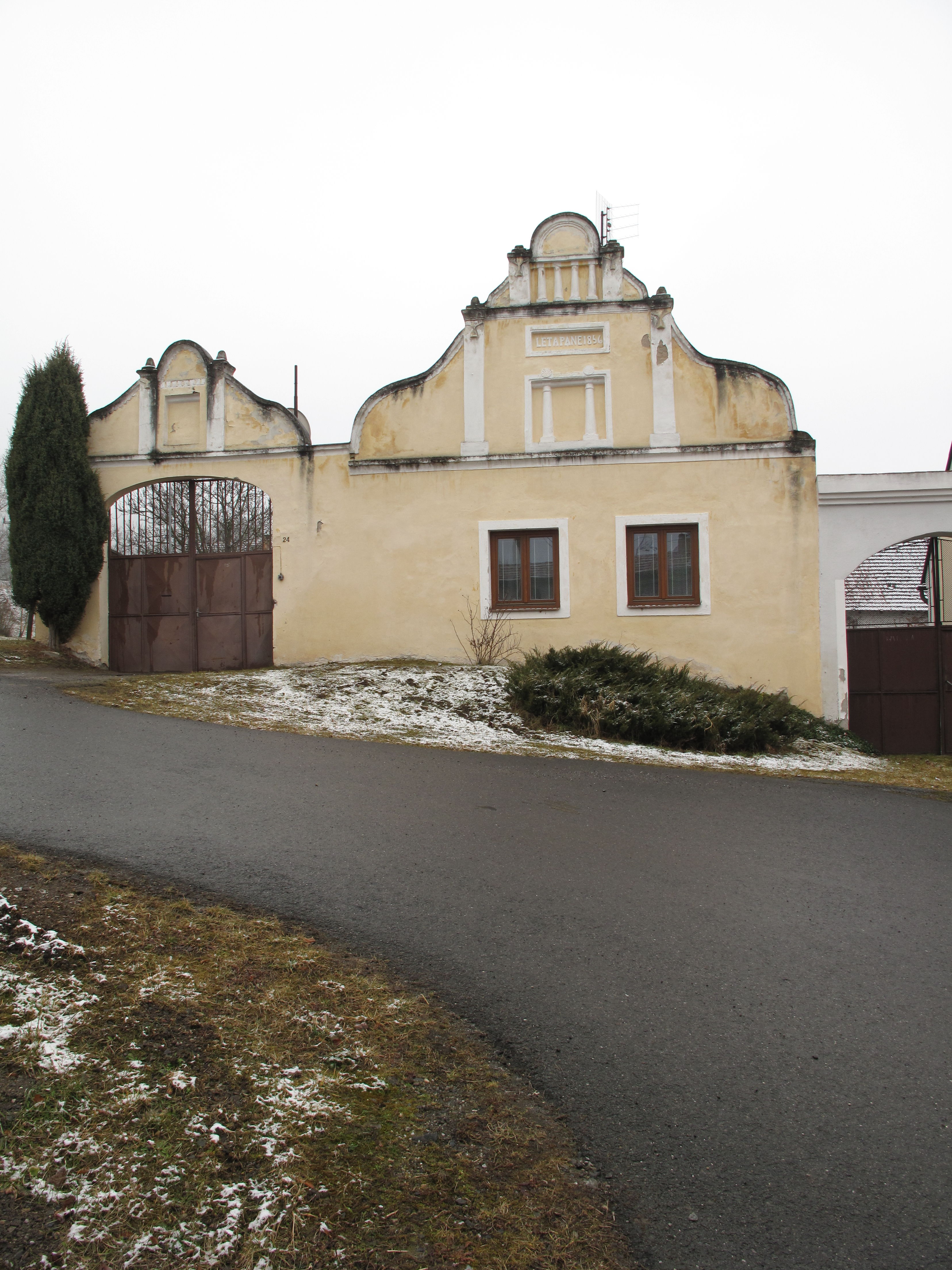
Statek
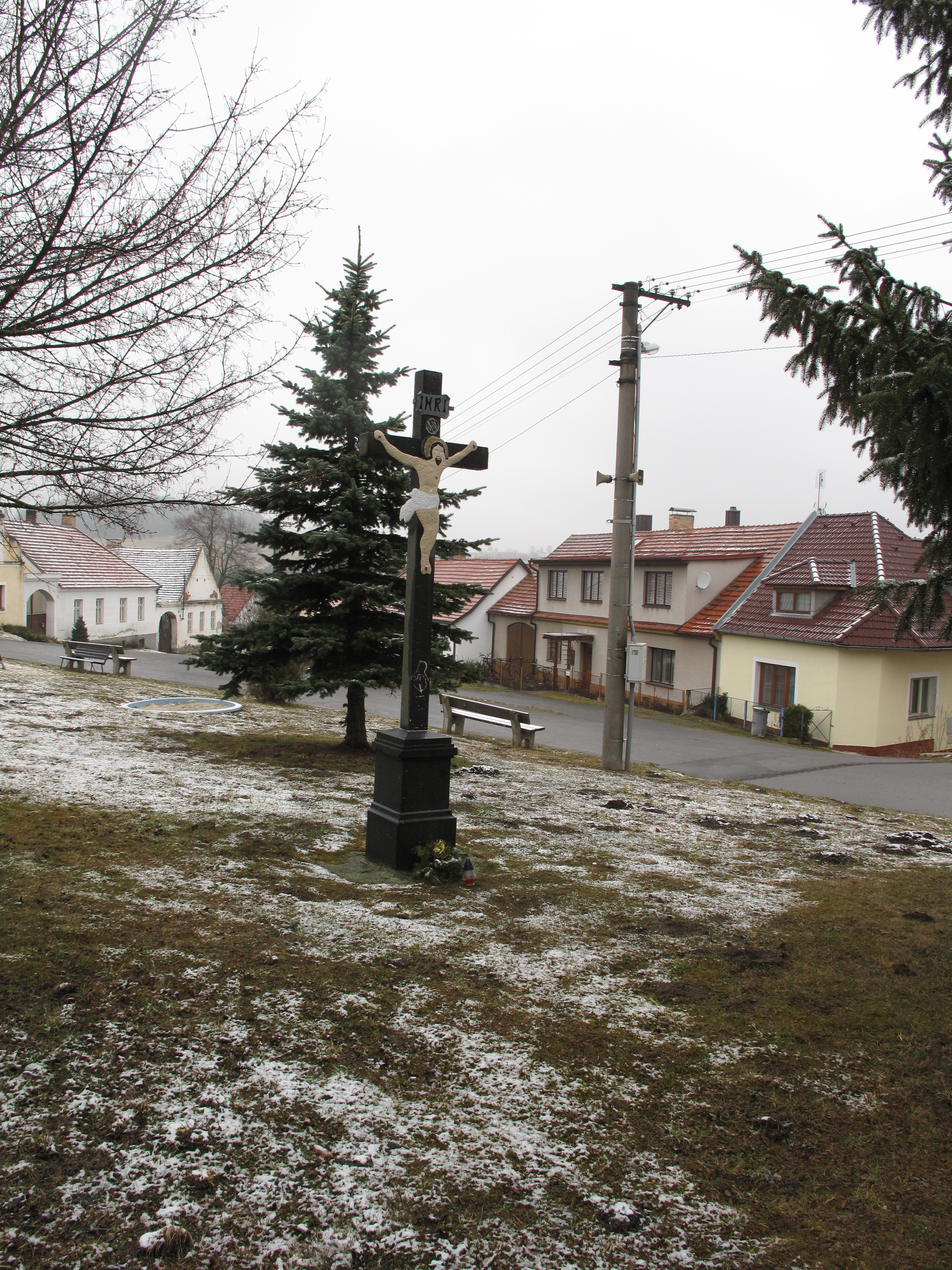
Kříž
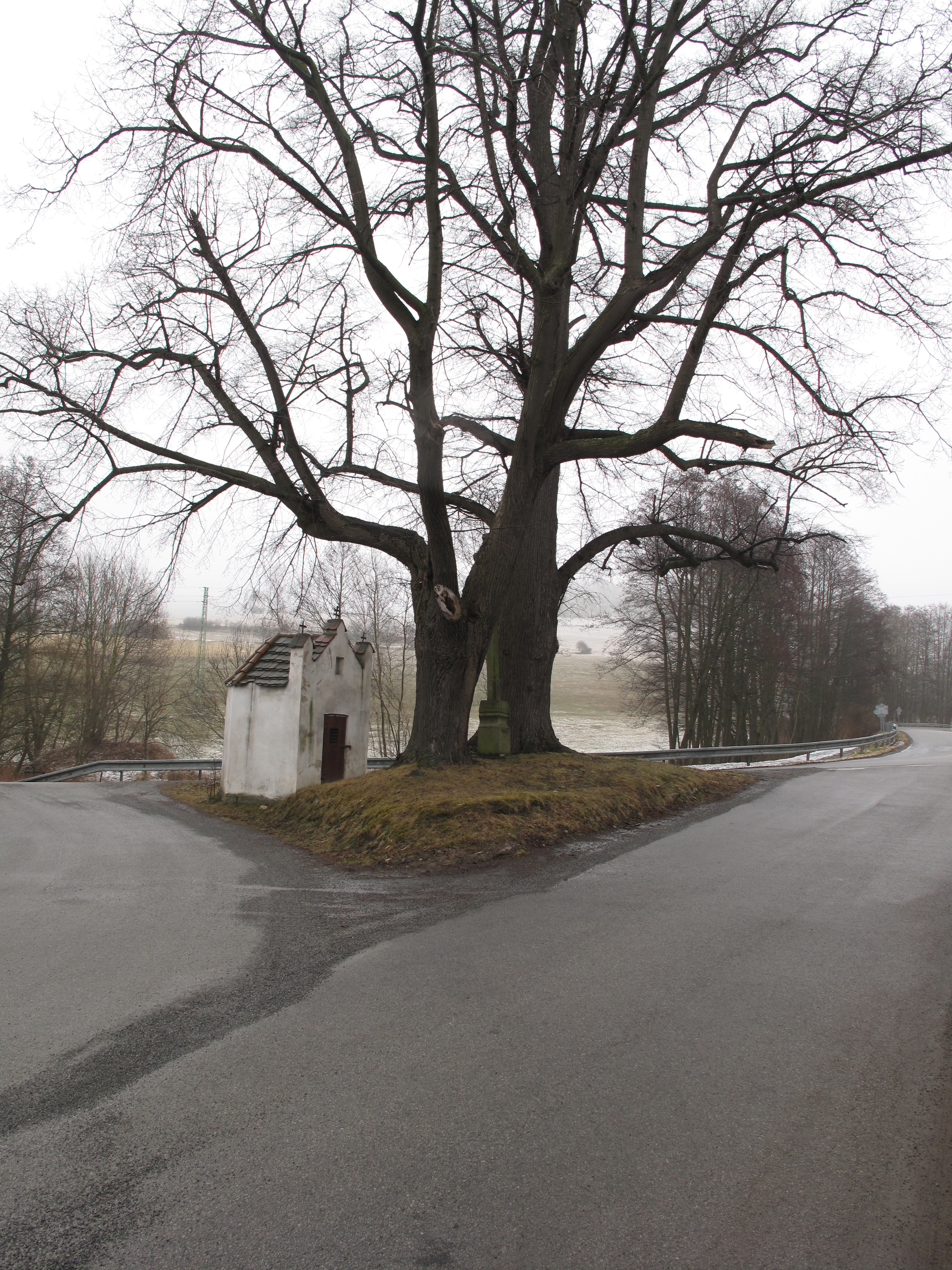
Kaplička